# Сухановский сельсовет (Московская область)
Сухановский сельсовет — упразднённая административно-территориальная единица, существовавшая на территории Московской губернии и Московской области до 1925 и в 1927—1939 годах.
Сухановский сельсовет был образован в первые годы советской власти. По данным 1923 года он входил в состав Поминовской волости Егорьевского уезда Московской губернии.
В 1925 году Сухановский с/с был присоединён к Васильевскому с/с, но в 1927 году восстановлен.
В 1929 году Сухановский с/с был отнесён к Егорьевскому району Орехово-Зуевского округа Московской области. При этом к нему был присоединён Пановский с/с.
17 июля 1939 года Сухановский с/с был упразднён. При этом его территория (селения Панино и Суханово) была передана в Иншинский сельсовет.